# Jaimon Lidsey
Jaimon Lidsey (ur. 27 lutego 1999 w Mildurze) – australijski żużlowiec.

## Życiorys
Od 2018 r. zawodnik klubu Unii Leszno, w barwach którego trzykrotnie zdobył złote medale drużynowych mistrzostw Polski (2018, 2019, 2020). 
Trzykrotny złoty medalista młodzieżowych indywidualnych mistrzostw Australii. Srebrny medalista drużynowych mistrzostw świata juniorów (Rybnik 2017). Złoty medalista indywidualnych mistrzostw świata juniorów (Pardubice 2020).

## Przynależność klubowa
Polska
- Unia Leszno (2018–)
  - Kolejarz Rawicz (2018–2020) – wyp.

Wielka Brytania
- Belle Vue Aces (2019–2020)

Szwecja
- Västervik Speedway (2021–)